# Cohen
A Cohen héber eredetű zsidó családnév. Jelentése pap, a biblia eredetű Kohen szóból származik. Az egyik leggyakoribb zsidó családnév, 2019-ben Izraelben a legelterjedtebb vezetéknév volt.

## Híres Cohen nevű személyek
- Bram Cohen (1975) a Bittorrent fájlcserélő technológia megalkotója
- Ira Cohen (1935–2011) amerikai költő, fotóművész, filmrendező
- Izhar Cohen (1951) izraeli énekes, színész
- Leonard Cohen (1934–2016) kanadai költő, zeneszerző, énekes
- Paul Cohen (1934–2007) amerikai matematikus
- Rob Cohen (1949) amerikai filmrendező, producer, forgatókönyvíró
- Támír Kóhén (1984) izraeli labdarúgó